# Neobuxbaumia scoparia
Neobuxbaumia scoparia är en kaktusväxtart som först beskrevs av Polseg., och fick sitt nu gällande namn av Curt Backeberg. Neobuxbaumia scoparia ingår i släktet Neobuxbaumia och familjen kaktusväxter. Inga underarter finns listade i Catalogue of Life.

## Bildgalleri

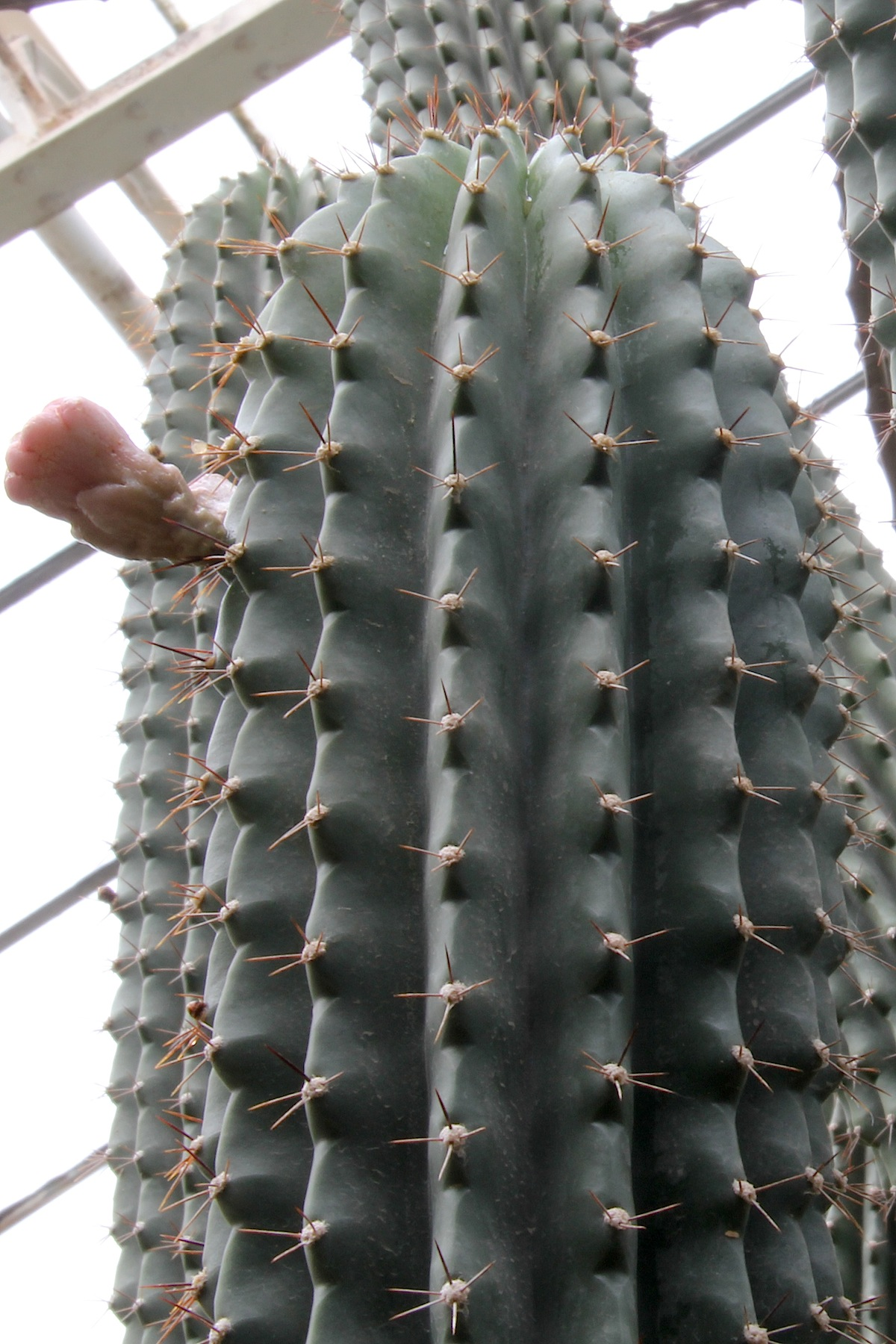